# Office of Net Assessment
L'Office of Net Assessment est un ancien office fédéral américain au sein du département de la Défense des États-Unis fondé en 1973 par Richard Nixon. Il s'agissait d'un laboratoire d'idées interne planifiant des stratégies à long terme. Son premier directeur, Andrew Marshall, est remplacé en mai 2015 par Jim Baker. Il est situé dans le Pentagone.
Il est supprimé par le Secrétaire à la Défense Pete Hegseth en mars 2025 .

## Description
Son rôle est de se projeter 20 à 30 ans dans le futur d'un point de vue militaire, souvent avec l'assistance de conseillers externes, et produire des rapports sur le résultat de ses recherches.

## Employés
Parmi les employés de l'OoNA, on peut citer :
- David S. Yost
- John Milam, strategic analyst
- Donald Henry, "special assistant to the director of net assessment in the Office of Net Assessment within OSD"
- Stephen Michael Meyer
- Andrew D. May
- Andrew F. Krepinevich, Jr., currently the director of the Center for Strategic and Budgetary Assessments
- Keith Bickel, currently Director of Corporate Strategy for Freddie Mac
- Tim Graczewski, currently Director of Strategic Alliances & Corporate Development for Intuit